# Ritoque
Ritoque es una localidad chilena que cubre gran parte de la costa Sur de la Comuna de Quintero, en la Región de Valparaíso. 

## Toponimia
Según Benjamín Vicuña Mackenna, autor que ha errado celebremente en materia de toponimia (como su traducción del "Cerro Huelén" como dolor en mapudungún), Ritoque significaría frente a la boca, por referencia a la ubicación de esta costa, que se orienta en términos generales mirando al Sur (al SW más precisamente) lo que permite apreciar desde ella las inmediaciones de la desembocadura del Río Aconcagua.
En el Diccionario Geográfico de Francisco Astaburuaga explican que el nombre se forma de riltro, derecho, y la partícula modificativa que, denotando un espacio o tirada recta por la playa del mismo lugar.

## Sectores
Ritoque comprende varios sub sectores, distribuidos en una extensión de unos 200 km²:
- El Barrio de Ritoque a las afueras de Quintero;
- El Balneario de Ritoque;
- El recinto de experimentación arquitectónica Ciudad Abierta de Ritoque;
  - Cementerio de la Ciudad Abierta
  - Faubourg
- La Playa de Ritoque, de unos 7 km de largo;
- Un humedal contiguo a la playa y a la Ciudad Abierta;
- Un amplio campo de dunas, afloraciones de rocas plutónicas en farallones costeros, praderas, matorrales y plantaciones de pinos y bosquetes de vegetación esclerófila.

## Asentamientos e hitos humanos
Entre los hitos humanos que llevan o han llevado el nombre Ritoque en la zona destacan: 

### Ritoque: Localidad y balneario
La localidad o Balneario de Ritoque, ubicado en el extremo Norte de la playa del mismo nombre, junto a la Punta Ritoque. Allí, según registros contemporáneos, existió una pequeña caleta o punto habitado por algunos pescadores, emparentados familiarmente con los Bernal (los pobladores originales de Quintero en tiempos de la fundación de esa ciudad y puerto), al menos ya en la primera mitad del siglo XIX. La localidad, hoy orientada al turismo, se constituye por alrededor de dos centenares de construcciones, que incluyen dos restaurantes, condominios, casas, cabañas de veraneo y sectores de camping, que se emplazan a una distancia de unos 2 o 3 km de las afueras de Quintero. Este balneario se ubica donde antiguamente funcionó la estación de trenes de Ritoque. Otros atractivos son el arriendo de caballos para realizar paseos por la playa y las dunas, la práctica del surf y un mirador ubicado sobre la Punta Ritoque, que ofrece una panorámica alejada de Valparaíso, Viña del Mar, Reñaca y Concón, además de una vista sobre la playa y el balneario.

### Ritoque: Arrabal de Quintero
El Barrio de Ritoque se ubica en el ingreso a la ciudad de Quintero, en el arranque del camino (Ruta F-218) que, tras un par de kilómetros de recorrido, lleva al mencionado balneario y playa también llamada Ritoque. Este barrio se emplaza alrededor en esta vía (prolongación Sur de la Avenida Normandie) y su intersección con el camino de acceso a Quintero (Ruta F-210). El barrio incluye el Estadio Municipal de Quintero, la cancha del Club Deportivo Ritoque, la inmediación poniente de la nueva pista de la Base Aérea de Quintero, conjuntos habitacionales (como Lomas de Mirasol I y II) y algunos locales comerciales, especialmente de víveres y alimentos.

### Ciudad Abierta de Ritoque: Centro de experimentación arquitectónica
La Ciudad Abierta de Ritoque un poblado de experimentación arquitectónica y poética, desarrollado por arquitectos y artistas de la Corporación Cultural Amereida, relacionada con la Escuela de Arquitectura de la Pontificia Universidad Católica de Valparaíso. Este conjunto se emplaza próximo al límite Sur de la Playa de Ritoque, junto a Punta Piedras, frente al Islote La Isla. Considerando la ubicación del sector poblado, la proximidad al Estero Mantagua, y su conexión vial (Ruta F 30E), se encuentra más bien enmarcado dentro del (o más cercano al) sector Mantagua, pero la propiedad de la Ciudad Abierta se adentra profundamente en las Dunas de Ritoque.

### Estación Ritoque
La antigua Estación Ritoque es una hoy inexistente parada intermedia del ferrocarril que aún pasa junto a la actual localidad y Balneario de Ritoque. Este ferrocarril, levantado en las primeras décadas del siglo XX, en tiempos pasados comunicaba Quintero con el interior, a través de una línea que empalma con la red ferroviaria en la estación de San Pedro, en el valle del Río Aconcagua. Actualmente transporta cobre de la División Andina de CODELCO a la refinería que la misma compañía tiene cerca del pueblo de Las Ventanas.

### Campo de Concentración "Ritoque": Prisión política y torturas
En el Balneario de Ritoque también existió el antiguo Campo de Concentración "Ritoque", que la última dictadura militar chilena hizo funcionar entre 1974 y 1975 como centro de prisión política, administrado por una rotación de turnos de la Fuerza Aérea de Chile y Carabineros de Chile. El campo estaba constituido por cinco barracones de grandes dimensiones, de los cuales uno estaba destinado a dirigentes de la elite política de la Unidad Popular, que venían de pasar por Isla Dawson (Clodomiro Almeyda, Sergio Bitar, entre otros). Solo quedan una placa recordatoria, cimientos de las construcciones y restos de un vehículo militar todoterreno. El campo fue creado utilizando un conjunto de rústicas cabañas de veraneo que el gobierno de Salvador Allende originalmente había levantado para uso y beneficio de trabajadores de escasos recursos económicos y sus familias. Estos centros eran denominados genéricamente "balnearios populares". Dentro de este recinto, convertido en centro de persecución por motivos ideológicos, los prisioneros establecieron un juego colectivo para sobrellevar las duras condiciones. El juego consistía en participar permanentemente de una farsa, en la que todos los prisioneros pretendían encontrarse en cierto "Pueblo de Ritoque", con su propio alcalde y pompa municipal, que era el único territorio liberado del país, puesto que las alambradas en realidad estaban dispuestas para evitar que el resto de los oprimidos habitantes de Chile pudieran entrar ahí. Así, echando mano al "humor del absurdo", los prisioneros recibían a sus compañeros recién llegados, que venían de ser golpeados y arrojados de camiones militares, con un discurso del alcalde, que los felicitaba por integrarse a la liga de fútbol del "pueblo" y lamentaba que locomoción fuera tan deficiente que siempre llegaran forasteros pero que estos nunca encontraran movilización pública de regreso a sus lugares de origen, deficiencia de la que, en sus palabras, solo se podía culpar a los medios de transporte en general.

## Accidentes geográficos naturales
En el sector diversos accidentes geográficos naturales reciben también el nombre de Ritoque:

### Playa de Ritoque
La Playa de Ritoque, se extiende desde el sector de Punta Piedras (también reseñada como "Punta de Piedras"), junto a la desembocadura del Estero Quintero y el Islote La Isla (donde termina la Playa de Concón), al Sur, y Punta Ritoque (y la localidad homónima) al norte. Su larga extensión de unos 7 km suele ser usada para la práctica del surf, automovilismo y motociclismo campo traviesa (pese a encontrarse prohibido), la pesca de ribera, el excursionismo y la observación de aves. La playa es considerada peligrosa para el baño. 

### Dunas de Ritoque
Las Dunas de Ritoque, que también aparecen en algunas fuentes antiguas como "Médanos de Quintero", se extienden desde la playa a tierra adentro. Ha sido considerado el "campo dunario más importante de la costa centro-norte de Chile".

### Laguna de Ritoque

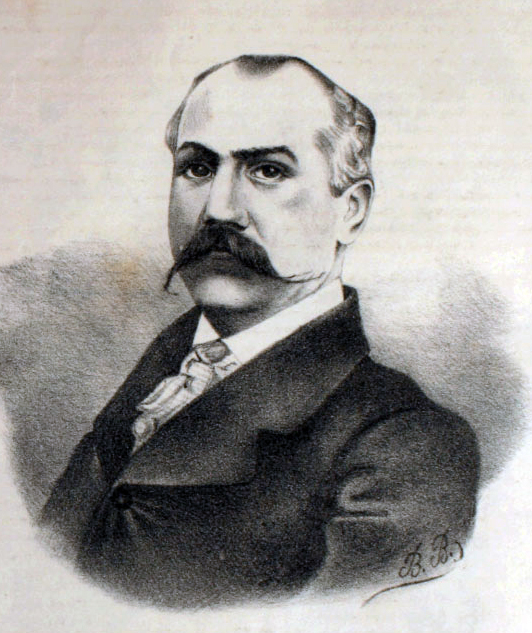
Benjamín Vicuña Mackenna

La Laguna de Ritoque, actualmente más conocida como "Laguna de Mantagua", se encuentra en área Sur de la playa del mismo nombre, al Estero Quintero (a veces también reseñado como "Mantagua") formando un humedal, el Humedal de Mantagua, en el que se han registrado la visita de hasta 80 distintas especies de aves. Esta laguna aparece consignada con el nombre "de Ritoque" especialmente en fuentes antiguas. Así la nombra Benjamín Vicuña Mackenna por ejemplo, quien, además de erudito, era vecino de la comarca y propietario del cercano fundo Santa Rosa de Colmo. Así la registra en el libro que le dedicó a esta zona en 1874. El mismo autor recoge la versión de que en esa época los pescadores de Ritoque y Quintero, emparentados entre sí y pertenecientes todos a la familia Bernal, además de tener la costumbre de recolectar "tomé" o totora (aperentemente Scirpus californicus) para los techos de sus ranchos en la laguna, creían que en este cuerpo de agua habitaba cierto perro encantado, desprovisto de pelo, de color overo (café claro o damasco) que era el temible guardián del lugar, siendo conocido sobre todo por sus aullidos nocturnos, pues era cosa rara verlo.

### Punta Ritoque
La Punta Ritoque, que se ubica junto al extremo Norte de la Playa de Ritoque, en el balneario del mismo nombre. Esta punta es usada como mirador, al que se accede a través de un sendero.

### Islote de Ritoque
Aunque aparece consignado en la cartografía naval con el tautológico nombre de Islote La Isla, este mismo accidente aparece en ocasiones nombrado en algunas fuentes como "Islote de Ritoque". Se encuentra a más de 600 metros de la costa a la altura de Punta Piedras.

## Contexto geográfico

### Al Suroeste: Islotes y rocas marinas
Frente a Punta Piedras, donde comienza la Playa de Ritoque, a unos 680 metros del borde costero se encuentra el Islote La Isla, a veces también mencionado como Islote de Ritoque. Esta ínsula, que tiene unos 200 metros de largo y un ancho máximo de unos 130 metros, forma un grupo con otras rocas que afloran del mar en su cercanía. Un primer subconjunto de estas, un par de mayor dimensión se ubican alrededor hasta unos 470 metros al SE del islote principal. Un segundo subconjunto, más numeroso pero de menor envergadura, se emplaza con rumbo NW y N en torno a una distancia promedio de 150 metros del mismo islote principal. La mayor de estas rocas secundarias, al SE, tiene, como las otras, una superficie fracturada y baja por la que se cuelan las olas, con un dimensión irregular que no supera los 65 x 30 metros en sus medidas máximas. La suma de todas estas afloraciones da su nombre a Punta Piedras, también reseñada como Punta de Piedras, pues en este lugar la costa es en realidad arenosa.
Frente al límite Norte de la Laguna de Ritoque, pero a unos 4 km de la playa hacia mar adentro, se encuentra un segundo grupo de rocas marinas, que afloran en un área de unos 190 x 130 metros. Este grupo de una docena de integrantes es visible a gran distancia por la espuma de la rompiente más que por los roqueríos en sí, que no alcanzan gran altura. La mayor de sus rocas presenta dimensiones máximas de 20 x 40 metros, pero esta superficie es irregular y se encuentra angostada por diversos costados. Este roquerío aparece desde antiguo destacado en las cartas náuticas. Los mapas de la costa de Valparaíso, de Juan de Hervé, piloto de la Armada Española, lo señalan por ejemplo en 1768 como "Barra del Concón", y con el mismo nombre aparece en ese siglo en el mapa, casi idéntico, de Pedro Pérez. 

### Al Sur: Las dunas y la playa
La Playa de Ritoque es de las más grandes de la Región de Valparaíso con una superficie aproximada de 18 km²; al interior hay dunas -5 a 8 kilómetros de ancho- que forman el mayor campo dunar de la región. Estos médanos se presentan en dos fases.
- Dunas activas: En este caso se suceden las dunas monticulares, hasta a 500 metros de la línea de la costa, una característica depresión interdunar (como por donde corre el ferrocarril) y luego dunas libres, hasta a 1.500 metros de la costa (todas formaciones geológicas recientes y actuales).

- Dunas estabilizadas: Tras las dunas libres se suceden dunas longitudinales (Holoceno) hasta a 2 km de la costa, y a partir de ahí las dunas onduladas (Pleistoceno), donde la elevación llega a superar los 100 m s. n. m.

Se encuentra pequeña vegetación en las dunas monticulares costeras (Ambrosia chamissonis). Las dunas libres en general están desiertas en lo que se refiere a flora notoria. Las dunas estabilizadas albergan alguna variedad de especies, que incluyen vautro Baccharis concava y chagual (Puya chilensis) en su fase longitudinal, mientras que las onduladas aguantan matorrales y hasta bosque esclerófilo.
En Ritoque las dunas estables (longitudinales y onduladas) en ocasiones son desestabilizadas y reactivadas por la actividad humana (construcción, pastoreo, cultivo, actividad forestal), que conlleva riesgo de erosión, cárcavas, y deslizamientos en masa. Las dunas activas (monticular y libre), en tanto, son alteradas morfolóficamente y ecológicamente producto de la extracción de arena, la construcción de una duna artificial bordera, mientras la vegetación y ecología sufren daño producto de otras actividades humanas recreativas (como el rally) y las iniciativas forestales de control del médano mediante la introducción de especies.
En el sector norte de las dunas y la playa se reportan numerosos yacimientos arqueológicos indígenas, denominados conchales, que dan cuenta de la persistencia de la ocupación humana asociada a los productos marinos en la zona. 
Entre las dunas monticulares (o la bordera continua, construida artificialmente en el sector norte de la playa) y las dunas libres, corre la antigua línea férrea San Pedro-Quintero, en uso, que actualmente lleva cobre a la Fundición Ventanas, además de las cañerías de agua potable que alimentan el sistema residencial de Quintero. Estas obras, tras abandonar el arenoso paisaje de dunas al llegar al balneario de Ritoque, se enfilan al norte paralelas al límite poniente del campo duna, por medio de una serie de cortes que atenúan la elevación del terreno. 
Mientras la playa constituye el límite Poniente del campo dunar, el Estero Quintero (a veces confundido con el Estero Mantagua, que desagua en él) y las vegas que lo rodean (usadas para el forrajeo de ganado vacuno), marcan buena parte del linde Oriente y Sur de estas formaciones de arena. Existe un pequeño sector de dunas aún más Sur del estero y Punta Piedras, ya fuera del campo principal. El Estero Quintero, luego de discurrir de Norte a Sur, dobla al Poniente ya cerca de la costa, justo al norte de Punta Piedras, para acercarse al borde del mar, donde un pequeño puente del ferrocarril lo cruza. Junto a la playa y luego del puente, el estero da un nuevo recodo hacia el Norte, hasta comunicar sus aguas con las de la Laguna de Ritoque, formando este conjunto un ecosistema de humedal, que grupos locales intentan proteger desde hace algunos años de las actividades e iniciativas humanas dañinas.

### Al norte: Farallones y praderas
Al trasponer la línea del baleneario de Ritoque y su bosquete artificial de pinos (Pinus radiata) y eucaliptus, en al cabezal norte de la playa surge una serie de elevaciones, a veces denominadas morro o loma de Ritoque, que suben hasta formar una planicie de pradera costeras, con elevaciones que van de los 30 a 82 m s. n. m., que se prolongan hasta los faldeos del Cerro Centinela (72 m s. n. m.) en el límite y área sur de la ciudad de Quintero.
Esta pradera se extiende junto al mar, pero el borde mismo de la costa está constitudído por farallones de roca plutónica. Este material se identifica con otros de la Región como parte de la llamada Unidad Limache, un afloramiento de plutonismo del Jurásico medio, caracterizado por la presencia de granodioritas y tonalitas de hornblenda y biotita, que presentan inclusiones máficas, junto con otras de leucogranitos aplíticos y pegmatitas. 
Hacia el interior esta pradera toma la forma de un lomaje suave, que va bajando su elevación. Estos pastizales son usados para forrajeo extensivo. Y entre ellos, cerca de donde se separa la línea férrea en uso, en dirección a Ventanas, y los rieles abandonados, en dirección a Quintero, se encuentra una somera lagunilla sin nombre.

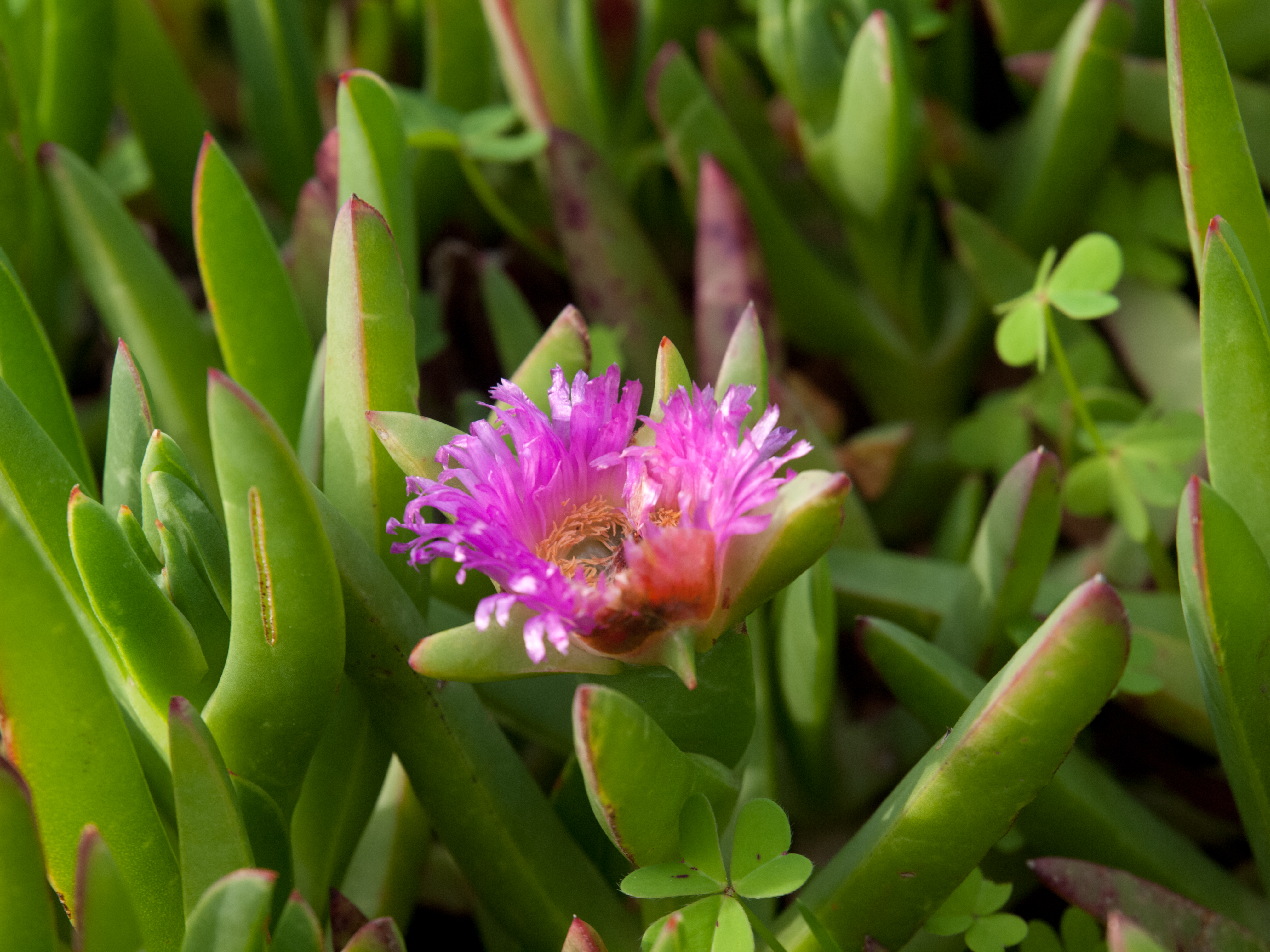
Docas

La pradera costera de docas (Carpobrotus chilensis) y hierbas es interrumpidas por fajas plantadas de pinos (pinus radiata), que han sido introducidos en toda la Región. Tras este bosque vuelve aparecer la pradera más al norte, acercándose a Quintero, donde es ensuciada por basurales clandestinos. Al Este del camino, el cabezal sur del aeropuerto y la línea férrea también es posible encontrar este tipo de vertederos dentro del campo dunar. A estas alturas, vecinas del área denominada Arrayanes, que ahora ocupa en parte la extensión del aeropuerto local, la ciudad de Quintero se encuentra con el campo en el barrio arrabalero también denominado "Ritoque", puerta de entrada por el norte a la playa del mismo nombre.

### Vientos y mareas
La dinámica de las dunas se relacionan con la presencia en la zona de un fuerte y constante viento predominante, que es característico de Ritoque, así como de las áreas de la costa chilena que enfrentan sin mayor protección el mar en dirección austral, desanimando en todas esas franjas la instalación humana intensiva. Se trata del denomindo "Sur" o "surazo" (más exactamente un viento del SW), que se percibe sin abrigo, o a barlovento, en la Playa de Ritoque, la costa de farallones y las elevadas planicies costeras que se extienden más al norte de la Punta Ritoque. De manera que el viento también es muy sensible en sectores como La Baronía o las praderas que se extienden al Sur del Cerro Centinela de Quintero. Este viento, que por lo general ronda constantemente los 25 km/h, aumenta su frecuencia y velocidad media en los meses que van de septiembre a marzo, es decir precisamente en la alta temporada turística. Naturalmente, también hay calmas y otros vientos más inusuales. Como el "Travesía", que a diferencia del oblicuo "sur", golpea de manera perpendicular la desnuda costa desde el Este. O el "Norte", que viene de sea dirección y se asocia popularmente a las tormentas. Estos dos últimos vientos son considerados por la población local indicativos de inestabilidad, mal tiempo y peligro para las actividades pesqueras. 
En cuanto a las corrientes litorales, que son fuertes y potencialmente peligrosas en la playa y el farallón, estas golpean diagonalmente la costa siguiendo una orientación predominante de SW a NE.

## Límites
El sector Ritoque es uno de los más grandes de Quintero; su extensión terrestre tiene un largo de 20 kilómetros y un ancho de 10 kilómetros aproximadamente. 
Ritoque limita con:
- Quintero Centro y Cerro Centinela al norte
- Loncura al noroeste
- Mantagua al Oriente
- Punta Piedras y la Playa de Concón al sur.
- El Océano Pacífico al poniente.

## Transporte
- Puede tomar un colectivo en Quintero, pero dicho servicio no cuenta con frecuencias estables hacia Ritoque (baleario-localidad).
- En auto; se accede por la ruta Quintero-Ritoque (durante la temporada de verano se realiza el cobro de estacionamiento en las inmediaciones del balneario).
- En microbús; se puede tomar el servicio en Viña del Mar y Quintero.
- A pie; sepuede acceder alternativamente a través de la Av. Normandie al sur de calle Laso (Camino Quintero - Ritoque) en un trayecto de 3,5 kilómetros, o siguiendo la huella de la vía férrea levantada en 1985, de similar longitud. Aproximadamente 40 - 50 minutos de caminata.

## Actividades
La Playa de Ritoque es muy peligrosa para bañarse y solo hay salvavidas durante las vacaciones, pero se pueden hacer otras actividades como cabalgar, caminar en la playa, así como práctica del surf y otros deportes acuáticos como el kitesurf y windsurf.
Durante el gobierno de Salvador Allende, en la playa de Ritoque se construyó un conjunto de cabañas, dentro del programa de "Balnearios Populares", para vacaciones de los trabajadores con sus familias. Este mismo lugar, fue utilizado por la dictadura de Augusto Pinochet, para hacer funcionar un campo de concentración, para detenidos políticos, para lo cual, se cercaron las cabañas con doble cerca de alambres de púas.
En el verano de 2011 se presentó en vivo el dj Bob Sinclar.